# 索因湖
47°39′2″N 11°57′18″E / 47.65056°N 11.95500°E

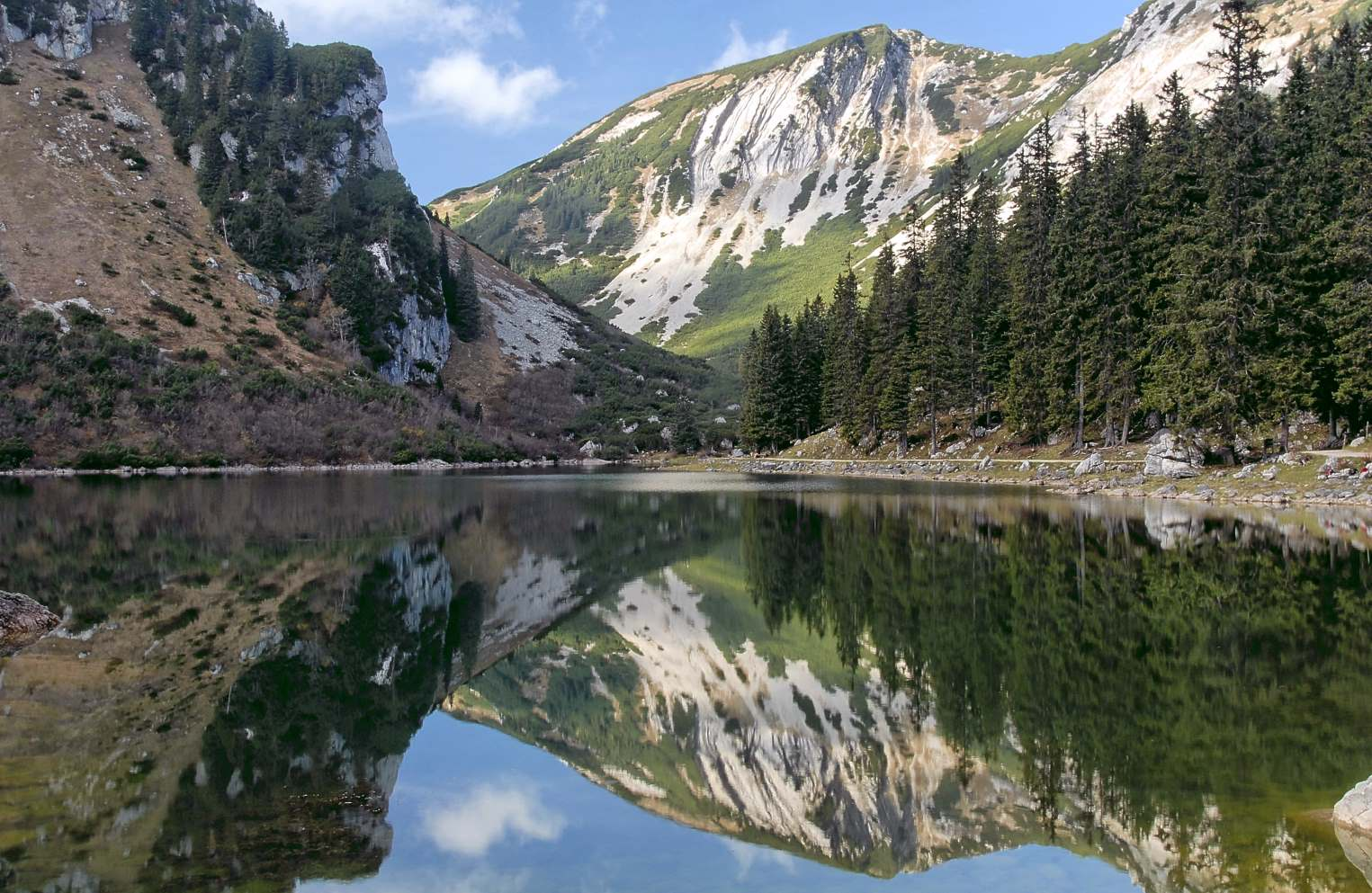

索因湖（德語：Soinsee），是德國的湖泊，位於該國東南部，由巴伐利亞負責管轄，處於芒法爾山脈，長0.4公里、寬0.2公里，面積0.05平方公里，海拔高度1,458米，平均水深4.2米，最大水深9.5米，水體容量21萬立方米，湖岸線長度1公里。